# Gouvernement Guardiola
Estrémadure
Vara III 
Le gouvernement Guardiola (en espagnol : Gobierno Guardiola) est le gouvernement de la communauté autonome espagnole d'Estrémadure depuis le 21 juillet 2023, sous la XIe législature de l'Assemblée.
Il est dirigé par la libérale-conservatrice María Guardiola et formé après les élections régionales du 28 mai 2023. Il se compose de 9 conseillers.
Majoritaire à l'Assemblée au début de son mandat, il est constitué d'une coalition entre le Parti populaire et Vox. Celle-ci est rompue en juillet 2024, provoquant la mise en minorité de l'exécutif.
Il succède au gouvernement Fernández Vara III, formé du seul Parti socialiste, et qui assumait la gestion des affaires courantes depuis les élections régionales.

## Historique
Ce gouvernement est dirigé par la nouvelle présidente libérale-conservatrice, María Guardiola. Il est constitué et soutenu par une coalition entre le Parti populaire (PP) et Vox. Ensemble, ils disposent de 33 députés sur 65, soit 50,8 % des sièges de l'Assemblée.
Il est formé à la suite des élections autonomiques du 28 mai 2023.
Il succède donc au troisième gouvernement du socialiste Guillermo Fernández Vara, constitué et soutenu par le seul Parti socialiste ouvrier espagnol (PSOE).

### Formation
Lors des élections, le Parti populaire obtient 28 députés, faisant jeu égal avec le Parti socialiste, qui perd ainsi sa majorité absolue à l'Assemblée. Pour atteindre celle-ci, le Parti populaire doit s'entendre avec Vox, qui fait élire 5 parlementaires.
Lors de la séance d'installation de la législature, le 20 juin, la socialiste Blanca Martín Delgado est réélue présidente de l'Assemblée, en raison des divisions de la droite. María Guardiola souhaite effectivement former un gouvernement minoritaire et dénonce fermement certains aspects du discours de Vox,. Finalement, le PP et Vox s'entendent, le 30 juin, sur un accord de coalition qui prévoit bien la participation de Vox au futur gouvernement que présidera María Guardiola. Deux jours plus tôt, Blanca Martín Delgado avait proposé la candidature de Gullermo Fernández Vara à la présidence de la Junte.
En conséquence de cette entente entre les deux partis, la présidente de l'Assemblée convoque une nouvelle série de consultations avec les représentants des partis politiques siégeant dans l'hémicycle afin de proposer une nouvelle candidature. Le 4 juillet, elle soumet cette fois-ci la candidature de María Guardiola et convoque le débat et le vote sur son investiture les 13 et 14 juillet.
Après avoir prononcé son son discours de politique générale le 13 juillet, María Guardiola obtient, le lendemain, la confiance de l'Assemblée par 33 voix pour et 32 voix contre, devenant la première femme à présider le gouvernement régional d'Estrémadure. Elle prête serment le 17 juillet.
Le 20 juillet, elle dévoile la composition de son gouvernement, qui comprend six femmes et trois hommes, et une majorité de profils techniques. Aucun des neufs conseillers ne reçoit le titre de vice-président. Ils sont assermentés et entrent en fonction le lendemain, au cours d'une cérémonie au siège de la présidence de la Junte à Mérida, en présence notamment de la présidente de l'Assemblée, du délégué du gouvernement, des présidents des députations provinciales et du maire de Mérida.

### Évolution
La porte-parole de la Junte, Victoria Bazaga, annonce le 5 octobre 2023 que Camino Limia, conseillère à la Gestion forestière et unique représentante de Vox au sein de l'exécutif autonomique, a présenté la veille sa démission à la présidente, María Guardiola. Si Bazaga explique ce départ est lié à des « raisons personnelles », des sources anonymes citées par El Periódico de Extremadura affirment que Limia a obéi à une consigne émise directement par la direction nationale de Vox. Ignacio Higuero de Juan, directeur général de la Gestion forestière, de la Chasse et de la Pêche au sein du département, est désigné pour lui succéder. L'intérim du département de la Gestion forestière est confié à la conseillère à l'Agriculture, Mercedes Morán jusqu'à la prise de fonction de Ignacio Higuero de Juan, qui se produit le 9 octobre.
Le 11 juillet 2024, le président de Vox Santiago Abascal annonce la rupture de toutes les coalitions avec le Parti populaire (PP) après que les gouvernements régionaux présidés par le PP ont accepté de participer à la répartition de quelques centaines de mineurs non accompagnés. Ignacio Higuero annonce le lendemain son intention de quitter Vox, dont il était adhérent depuis son entrée au gouvernement, et qu'il se maintient au sein de l'exécutif régional.
Ignacio Higuero remet sa démission le 1er août 2025, après avoir reconnu qu'il avait menti sur son parcours académique. Il indiquait en effet sur sa biographie officielle être titulaire d'une « licence en marketing de l'université CEU » depuis 1993, alors qu'une telle formation n'existait pas à cette époque. Il est ainsi la troisième personnalité politique à démissionner en quelques jours en raison de doutes sur la véracité de ses diplômes, après la députée du PP Noelia Núñez et le commissaire pour la Reconstruction de la province de Valence José María Ángel Batalla, du PSOE. La présidente María Guardiola le remplace par Francisco Ramírez, directeur général de la Société de gestion publique (SEPEX). Francisco Ramírez prête serment le 5 août.

## Composition
| Poste                                                                        | Titulaire | Titulaire                                              | Parti           |
| ---------------------------------------------------------------------------- | --------- | ------------------------------------------------------ | --------------- |
| Présidente                                                                   |           | María Guardiola Martín                                 | PP              |
| Conseiller à la Présidence, à l'Intérieur et au Dialogue social              |           | Abel Bautista Morán                                    | PP              |
| Conseillère aux Finances et à l'Administration publique                      |           | María Elena Manzano Silva                              | PP              |
| Conseillère à l'Agriculture, à l'Élevage et au Développement durable         |           | María Mercedes Morán Álvarez                           | PP              |
| Conseiller à l'Économie, à l'Emploi et à la Transformation numérique         |           | Guillermo Santamaría Galdón                            | Sans            |
| Conseillère à la Santé et aux Services sociaux                               |           | Sara García Espada                                     | PP              |
| Conseillère à la Culture, au Tourisme, aux Jeunes et aux Sports Porte-parole |           | Victoria Bazaga Gazapo                                 | Sans            |
| Conseillère à l'Éducation, à la Science et à la Formation professionnelle    |           | María Mercedes Vaquera Mosquero                        | Sans            |
| Conseiller aux Infrastructures, aux Transports et au Logement                |           | Manuel Martín Castizo                                  | PP              |
| Conseillère à la Gestion forestière et au Monde rural                        |           | María del Camino Limia Santiago (jusqu'au 06/10/2023)  | Vox             |
| Conseillère à la Gestion forestière et au Monde rural                        |           | María Mercedes Morán Álvarez (par intérim)             | PP              |
| Conseillère à la Gestion forestière et au Monde rural                        |           | Ignacio Higuero de Juan (du 09/10/2023 au 01/08/2025)  | Vox (2023-2024) |
| Conseillère à la Gestion forestière et au Monde rural                        |           | Francisco José Ramírez González (depuis le 05/08/2025) | Sans            |